# Port de Shippagan
Le port de Shippagan est un quartier de la ville de Shippagan, au Nouveau-Brunswick (Canada). C'est l'un des principaux ports de pêche de la province. Au centre de l'histoire et de l'économie de la région depuis deux siècles, il est également au centre du développement technologique de la pêche.

## Situation
La ville de Shippagan est construite sur des terres très basses, considérées presque comme une île, sur une péninsule au bout de la plaine de Shippagan. La baie de Shippagan est reconnue comme l'un des meilleurs ports au pays, étant à la fois profond, large, abrité des intempéries et plus près de l'Europe que d'autres ports importants comme Montréal ou Halifax.
Le port comprend en gros la partie au nord du centre-ville, entre le pont-jetée de Lamèque, à l'est et l'Aquarium et centre marin du Nouveau-Brunswick, à l'ouest, soit près d'un kilomètre de long.

## Histoire

### Origines
Le commerce du bois en provenance de la rivière Pokemouche s'est développé à partir de 1800 par l'implantation des compagnies Witzell et Topham.
La compagnie jersiaises William Fruing & Cie (prononcer forouine) s'établit à Shippagan en 1830. Celle-ci allait contrôler l'économie et la politique de la ville pendant plusieurs décennies.
La première entreprise de pêcheries possédée par un néo-brunswickois fut la W.S. Loggie Company Limited, fondée William Stewart Loggie en 1876.

### Bâtisse des chiens de mer
Vers la fin du XIXe siècle, les chiens de mer (Squalus acanthias) devenaient de plus en plus nombreux dans le golfe du Saint-Laurent. Ces petits requins n'ayant aucune valeur marchande causaient des dégâts importants aux agrès de pêche, en plus de souvent dévorer les poissons attrapés par les pêcheurs. Face aux plaintes des pêcheurs et marchands, les gouvernements canadiens et américains se consultèrent pour trouver une solution à ce problème. En 1904, une commission gouvernementale présidée par le professeur Prince, assisté de Peter Veniot et Pierre P. Morais, tint une réunion publique à Lamèque, à laquelle assistèrent Onésiphore Turgeon et l'inspecteur des pêcheries R.A. Chapman. À l'été, le gouvernement fédéral décida d'ouvrir des usines expérimentales, où les chiens de mer achetés des pêcheurs seraient détruits pour les convertir en engrais chimique et une huile extraite de leur foie. Après l'étude du dossier, trois sites furent proposés, soit Canso et Clark's Harbour, en Nouvelle-Écosse, et Shippagan.

### Développement
Le port actuel fut construit en 1906.
En 1945, Nathan Smofsky, propriétaire de l'usine Sea Land Food Corporation of Canada révolutionna le monde de la pêche en payant les pêcheurs en espèces et en leur donnant une ristourne à l'automne.
Le pont-levant de Shippagan fut inauguré en 1959.
Le 13 mai 1979, un incendie détruit l'usine de transformation de poisson Connors, l'une des rares en bois à l'époque, faisant perdre de 400 à 500 emplois.
L'Aquarium et centre marin du Nouveau-Brunswick ouvrit ses portes le 5 juin 1982.
En 1996, une émeute éclate au port, faisant un blessé chez les policiers de la GRC.
L'Institut de recherche sur les zones côtières et le CCNB-Péninsule acadienne firent leur ouverture en 2002 dans le port,,.

## Gestion et services
Jusqu'en mars 1994, le port était géré par le gouvernement fédéral. Depuis lors, il est géré par l'Administration portuaire de Shippagan, qui gère aussi celui de Savoy Landing, à Chiasson-Savoy. L'administration compte un employé et un conseil de 10 membres. Ils veillent à l'entretien et au fonctionnement du port.
Une autre organisation importante est la Fédération régionale acadienne des pêcheurs professionnels (FRAPP). Crée en 1967, elle rassemble la moitié des pêcheurs de la Péninsule.

## Éléments du port

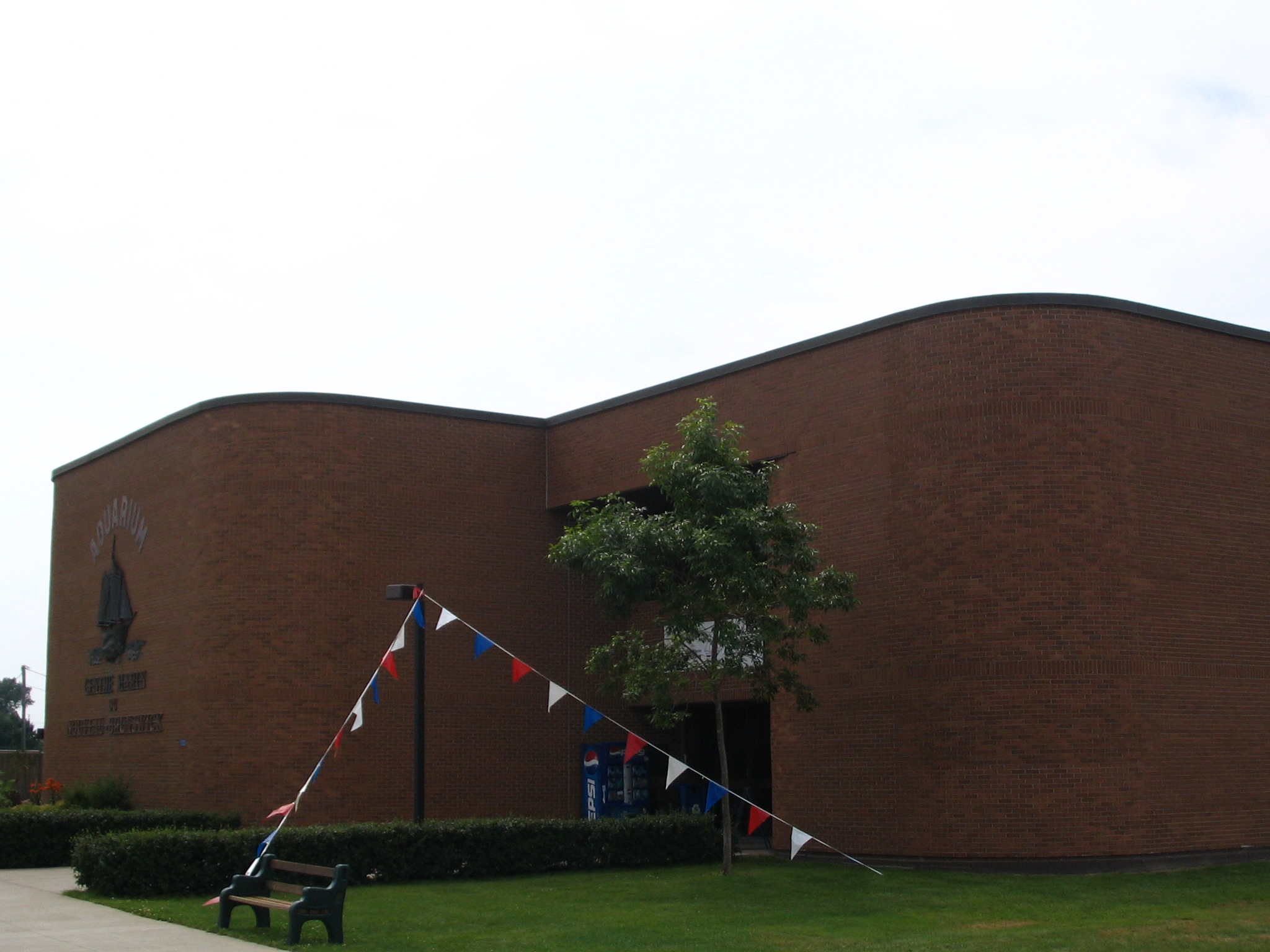
Aquarium et centre marin du Nouveau-Brunswick.

### Garde côtière
À l'est, accoté sur le pont-jetée se trouve la station maritime de la garde-côtière et le navire G.C.C. Shippagan.

### Port de pêche
Le port de pêche compte trois quais totalisant 1 305 mètres de long. Ceux-ci forment deux bassins. Le port a déjà accueilli jusqu'à 96 bateaux. Le nombre de bateaux mesurant moins de 15 mètres, utilisés pour la pêche côtière, est en baisse au profit du port de Le Goulet.
Au bord de la route menant au pont-jetée se trouvaient jusqu'à tout récemment[Quand ?] les ruines de l'usine Daley Brothers, incendiée le 3 mai 2003.
Ensuite se trouve un terrain utilisé pour entreposer les bateaux hors de la saison de pêche. Au centre du port de pêche se trouvent plusieurs bâtiments rapprochés. Ce sont les usines de transformations de produits de la mer et un magasin d'agrès de pêche. Une autre usine est située un peu plus loin à l'ouest.
Le port accueille jusqu'à 90 bateaux

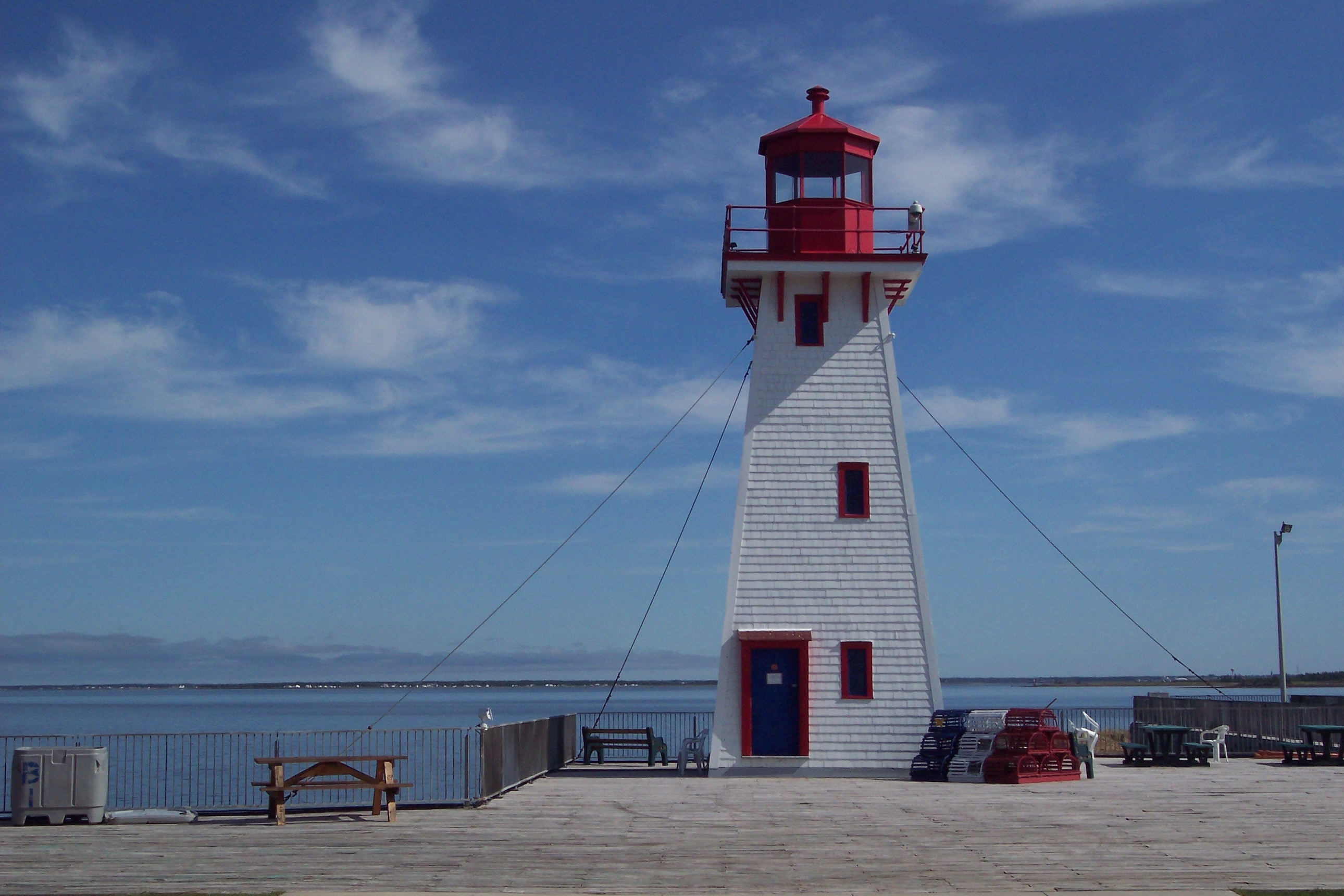
Phare de l'île du Portage.

À Shippagan se trouve l'un des trois Centres de services maritimes aux pêcheurs (CSMP). Celui-ci appartient à la province mais est géré par le FRAPP. Sur une superficie de 3,6 ha, il permet d'entreposer jusqu'à 90 bateaux hors-saison. Il est doté d'un ber-cavalier.

### Port de plaisance
Au bord de la rue de l'église se trouvent successivement le CCNB-Péninsule acadienne, le centre sportif de l'Université de Moncton et l'église de Shippagan. Au nord de l'église, au bord du port de plaisance, se trouvent l'Aquarium et centre marin du Nouveau-Brunswick, le phare de l'île du Portage et un restaurant.

### Port de Savoy Landing

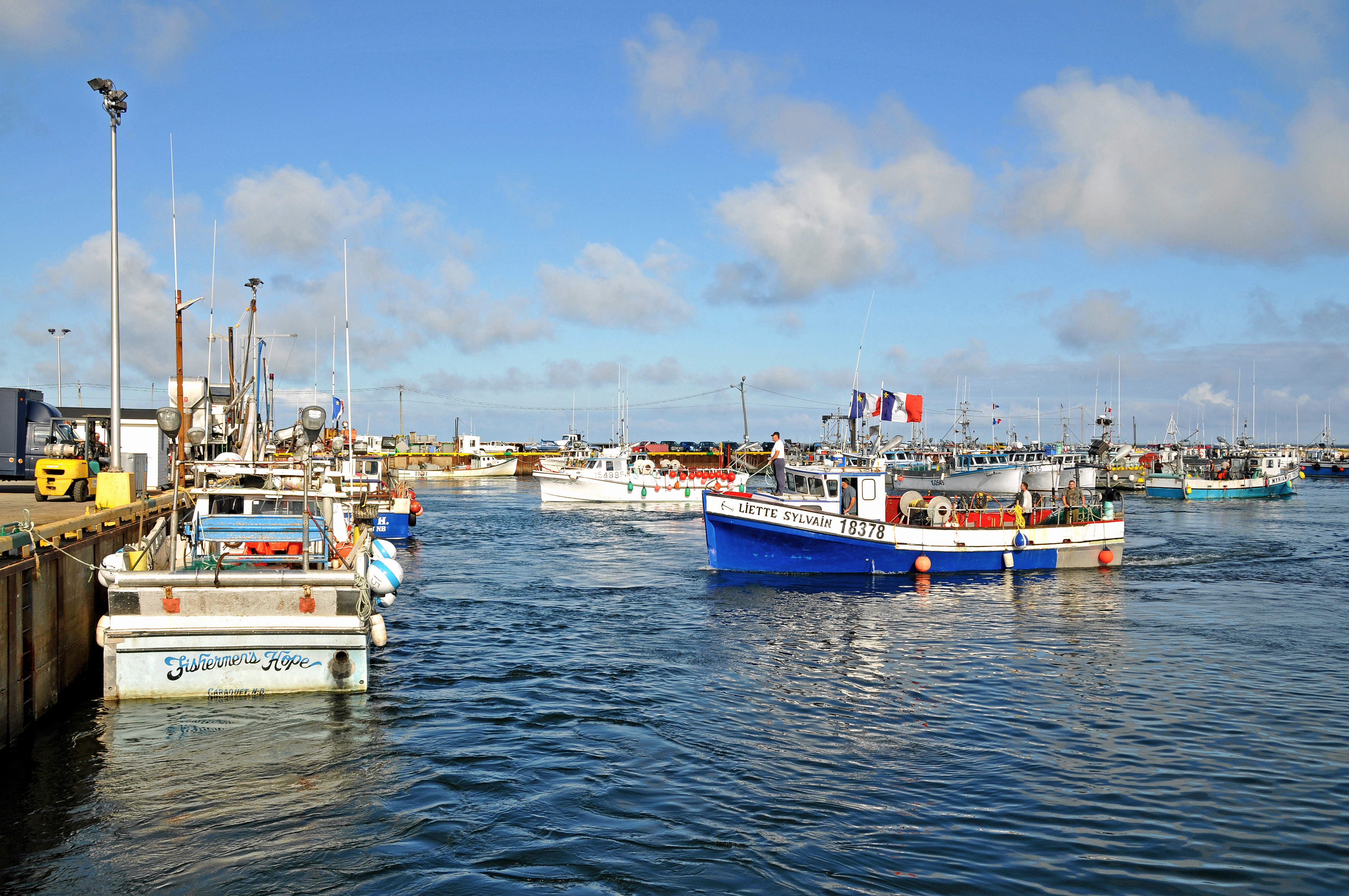
Port de Savoy Landing.

Ce port compte un quai situé du côté ouest du pont, dans le hameau de Savoy Landing à Chiasson-Savoy et faisant donc face à Shippagan. Il accueille une douzaine de bateaux, spécialisés dans la pêche côtière.

## Industrie de la pêche
La principale activité économique du port est la pêche. Shippagan est surnommé la capitale de la pêche commerciale du Nouveau-Brunswick. Au niveau provincial, le port de pêche est le 1er en termes de valeur des prises, 2e en termes de superficie et le 3e en termes de quantité de poisson débarquée.
Les espèces pêchées dans la région de Shippagan se répartissent en trois catégories:
- le poisson de fond: morue, flétan, plie canadienne et poulamon;
- les espèces pélagiques et d'estuaire: hareng, maquereau, gaspareau, anguille et éperlan.
- les mollusques et crustacés: macte, coque, huître, pétoncle, homard, crabe araignée, crabe des neiges et crabe de roches.

Les espèces rapportant le plus à Shippagan sont le flétan, l'anguille, l'huître, le pétoncle, le homard et le crabe des neiges. Le crabe des neiges représente à lui seul 60 % du tonnage et 85 % de la valeur des prises. Contrairement aux autres produits, sa valeur change souvent et cela occasionne souvent des problèmes économiques. Shippagan possède la plus importante flotte de crabiers de la province.
Il y a 23 conchyculteurs à Shippagan. Les mollusques, principalement des huîtres creuses, sont élevées dans la baie Saint-Simon et à certains endroits, sous certaines conditions, du havre de Shippagan. Malgré les conditions favorables de Shippagan, cette industrie n'est pas développée. Depuis 1998, la récolte devient tout de même plus intensive, utilisant de plus en plus des poches ostréicoles au lieu de seulement récolter les mollusques sur le fond marin.
Le port compte 12 acheteurs de produits de la mer. Ceux-ci sont Ichiboshi, Belle-Île, C-Gem, Cape Bald Packers, Transport Péninsule, Pêcheries St-Paul, Canadian Ocean Products, Edmond Gagnon Ltée, Capitaine Danis, Poissonnerie Gilbert Godin Ltée, Océanais et Pêcheries F.N. Ltée. Les deux derniers sont implantés à Shippagan et la plupart sont des entreprises de la péninsule. Bien que le secteur des services rassemble le plus grand nombre d'employés, le principal employeur de la ville est Pêcheries F.N. Ltée., avec 235 personnes en 2004.

## Culture
Le port est mentionné dans le recueil de poésie La terre tressée, de Claude Le Bouthillier.